# Thomas C. Kinkaid
Thomas Cassin Kinkaid (Nueva Hampshire, 3 de abril de 1888-Maryland 17 de noviembre de 1972), fue un almirante de la Marina de Estados Unidos durante la Segunda Guerra Mundial que tuvo una amplia participación en los principales escenarios del Frente del Pacífico.

## Biografía
Thomas C. Kinkaid nació en abril de 1888 en Hanover, Estados Unidos, hijo de un oficial de Marina llamado Thomas Wright Kinkaid y Virginia Cassin.  Debido a los distintos destinos de su padre, Thomas vivió en varios estados, puertos y departamentos de La Marina, principalmente en la región este y norte de los Estados Unidos.
Ingreso a la Academia naval de Annapolis en 1904 como guardiamarina donde se destacó en deportes de boga, debido a su frágil salud se dilató su egreso en 1908, se graduó con un desempeño discreto en 1910 como alférez.
Participó en la ocupación del puerto de Veracruz en 1914 durante la Guerra Civil Mexicana y en la ocupación de la República Dominicana.
Se especializó en artillería en la rama de óptica telemétrica graduándose en 1913 siendo destinado como oficial telemetrista al USS Arizona durante la Primera Guerra Mundial. Realizó el curso de oficiales graduándose finalmente en 1930 como teniente comandante. Fue oficial ejecutivo en el USS Colorado desde 1933 a 1934.
Obtuvo su primer mando en el destructor USS Isherwood (DD-248).
En 1937 ascendió al grado de capitán de navío y se casó con Helen Sherburner. 
Entre 1937 y 1938 estuvo al mando del crucero USS Indianápolis para pasar al servicio como Agregado Naval en Italia y Yugoslavia siguió en 1938-40. 
Fue comandante de la 8.ª escuadrilla de destructores, requisito necesario para ser ascendido a contralmirante en agosto de 1941.

### Segunda Guerra Mundial
Kinkaid fue seleccionado para tomar el mando de la Sexta División de Cruceros para relevar al contralmirante Fletcher en noviembre de 1941, estaba en camino a su puesto en las Hawái cuando ocurrió el ataque a Pearl Harbor. 
Cuando los japoneses conquistaron Wake,  se envió a la Sexta división, los portaviones de la Task Force n.º 11 y la Task Force n.º 14 al mando de Frank Jack Fletcher con la intención de arrebatarles la isla de las manos japonesas; sin embargo el vicealmirante William Satterlee Pye quien era Comandante en Jefe de la Flota hasta ese momento, dio la orden de retornar cuando la escuadra ya estaba en la zona debido a la presencia de dos portaviones de escuadra japoneses (Hiryū y Sōryū ) abandonando a su suerte a la guarnición militar y los civiles en Wake. 
Esto trajo consecuencias políticas para la carrera del vicealmirante Pye quien fue prontamente reemplazado por Chester W.Nimitz; sin embargo, Kinkaid fue uno de los pocos que apoyaron abiertamente la discutida decisión de su superior de preservar estas valiosas unidades para batallas venideras, de todos modos Pye cayó en descrédito ante el presidente Roosevelt.
Kinkaid asumió efectivamente el mando de la Sexta División de Cruceros el último día de 1941.
La siguiente acción de Kinkaid fue dar cobertura a la Task Force N.º 1 consistente en el portaviones Lexington y el  portaviones Yorktown. 
En el transcurso de la Batalla del Mar de Coral, la primera batalla entre portaviones de la historia, el USS Lexington resultó torpedeado, incendiado y hundido, mientras que el USS Yortown fue gravemente dañado y a un palmo de hundirse.  Kinkaid apoyó con sus fuerzas en el rescate de todos los marinos del portaviones Lexington y se ganó por sus acciones la primera Medalla a los servicios distinguidos de La Marina.
En junio de 1942 participó dando cobertura de pantalla a la Task Force n.º 16 durante la Batalla de Midway.
A fines e junio recibió el comando de la Task Force Nº16 enarbolando su insignia al bordo del USS Enterprise
y realizó operaciones en el contexto de la Campaña de Guadalcanal, seguidamente el 25 de agosto de 1942 participó en la Batalla de las Salomón Orientales donde su buque insignia recibió tres impactos de bomba en su cubierta de vuelo que lo obligaron a reparar en Pearl Harbor.
De regreso a las islas Salomón en octubre de ese año, la Task Force nº16 sostuvo combate de portaviones en la Batalla de las Islas Santa Cruz donde el USS Enterprise recibió otro duro castigo, no siendo hundido solo por un fallo táctico en el ataque japonés, de todos modos, se perdió en combate el USS Hornet.  Kinkaid fue criticado por oficiales de la aviación por la mala conducción táctica de la batalla; fue reasignado por el almirante Nimitz como comandante de las Fuerzas del Pacífico Norte (Aleutianas), un destino muy poco apetecido para un militar de alta graduación estadounidense. 
Participó en la recuperación de las Islas Aleutianas que estaban desde junio de 1942 a manos japonesas estableciendo su base en Adak, recuperó la isla de Attu en junio de 1943 y posteriormente recuperó la isla de Kiska.  Kimkaid quien deseaba reivindicarse se empeñó a fondo para cumplir este cometido y sometió a los diferentes servicios de la Marina, la Fuerza Aérea y el Ejército a un laborioso trabajo de complemento en equipo que llamó la atención del Alto Mando por el éxito en sortear políticamente todos los estamentos y coordinar los distintos servicios y ramas de las fuerzas militares en pos de un objetivo.
En junio fue nombrado vicealmirante.
En noviembre de 1943, Kinkaid recibió el mando de la Séptima Flota, estando directamente bajo las órdenes del general Douglas MacArthur y junto a todo el Alto Mando participó en la planificación de la Campaña para recuperar las Filipinas
En octubre de 1944 se produjo la esperada arremetida japonesa en la Batalla del Golfo de Leyte, Kinkaid tenía la misión de resguardar sorpresas por la entrada sur del Estrecho de Surigao.
En la subsecuente Batalla del Estrecho de Surigao, Kinkaid destruyó la fuerza japonesa de Shōji Nishimura en un combate nocturno, el 26 de octubre.  Ese mismo día frente a Samar, parte de sus fuerzas fueron atacadas por el grueso de la flota japonesa al mando del almirante Takeo Kurita y solo la decidida acción de los destructores de escolta obligó a los japoneses a retirarse del combate.
Kinkaid fue un duro crítico del almirante William F. Halsey por alejar su flota de cobertura en pos de un señuelo japonés en Cabo Engaño.  En abril de 1945, Kinkaid recibió el grado del almirante. Kinkaid siguió colaborando con MacArthur en la recuperación de objetivos en manos japonesas en Nueva Guinea,  Borneo, Lingayen y Luzón.
Kinkaid y su flota finalmente estuvieron presentes en la rendición japonesa en septiembre de 1945.
Recibió la Medalla de Servicios Distinguidos del Ejército en 1947 y pasó a retiro en 1950.

### Fallecimiento
Thomas C. Kinkaid pasó a formar parte de la Comisión Nacional de Seguridad, fue comandante de la Flota de Reserva de la frontera Este y del Departamento de Dedicación de monumentos de batalla y cementerios militares creados en la Segunda Guerra Mundial.  Falleció en un hospital en Bethesda, Maryland y sus restos inhumados en el Cementerio de Arlington en 1972.